# Elezioni parlamentari in Slovacchia del 2002
Le elezioni parlamentari in Slovacchia del 2002 si tennero il 20 e 21 settembre per il rinnovo del Consiglio nazionale. In seguito all'esito elettorale, Mikuláš Dzurinda, espressione dell'Unione Democratica e Cristiana Slovacca, fu confermato Presidente del Governo.

## Risultati
| Liste                                                        | Voti      | %     | Seggi |
| ------------------------------------------------------------ | --------- | ----- | ----- |
| Movimento per una Slovacchia Democratica                     | 560 691   | 19,50 | 36    |
| Unione Democratica e Cristiana Slovacca                      | 433 953   | 15,09 | 28    |
| Direzione                                                    | 387 100   | 13,46 | 25    |
| Partito della Coalizione Ungherese                           | 321 069   | 11,17 | 20    |
| Movimento Cristiano-Democratico                              | 237 202   | 8,25  | 15    |
| Alleanza del Nuovo Cittadino                                 | 230 309   | 8,01  | 15    |
| Partito Comunista di Slovacchia                              | 181 872   | 6,33  | 11    |
| Partito Nazionale Slovacco Autentico                         | 105 084   | 3,65  | –     |
| Partito Nazionale Slovacco                                   | 95 633    | 3,33  | –     |
| Movimento per la Democrazia                                  | 94 324    | 3,28  | –     |
| Alternativa Socialdemocratica                                | 51 649    | 1,80  | –     |
| Partito della Sinistra Democratica                           | 39 163    | 1,36  | –     |
| Partito dei Verdi in Slovacchia                              | 28 365    | 0,99  | –     |
| Partito Civico Indipendente dei Disoccupati e dei Sinistrati | 26 205    | 0,91  | –     |
| Raggruppamento degli Operai di Slovacchia                    | 15 755    | 0,55  | –     |
| Donne e Famiglia                                             | 12 646    | 0,44  | –     |
| Partito Conservatore Civico                                  | 9 422     | 0,33  | –     |
| Partito Operaio                                              | 8 699     | 0,30  | –     |
| Iniziativa Civica Rom nella Repubblica Slovacca              | 8 420     | 0,29  | –     |
| Partito per i Diritti Democratici dei Cittadini              | 6 716     | 0,23  | –     |
| Blocco di Sinistra                                           | 6 441     | 0,22  | –     |
| Movimento Politico dei Rom in Slovacchia                     | 6 234     | 0,22  | –     |
| Béčko - Partito Operaio Rivoluzionario                       | 2 818     | 0,10  | –     |
| Partito Popolare                                             | 763       | 0,03  | –     |
| Totale                                                       | 2 875 081 | 100   | 150   |